# Ancyluris paetula
Ancyluris paetula is een vlindersoort uit de familie van de prachtvlinders (Riodinidae), onderfamilie Riodininae.
Ancyluris paetula werd in 1916 beschreven door Stichel.